# Jean Mairet
Jean Mairet, född 10 maj 1604, död 31 januari 1686, var en fransk dramatiker.
Mairets många alster har främst kulturhistoriskt värde. Hans huvudverk Sophonisbe (1627) stadfäste tillämpningen av regeltragediens tre enheter, och förberedde Pierre Corneille. Av rivalitetsskäl motarbetades Corneille av Mairet genom en oförsonlig polemik.